# Sacramentalismo
Il termine sacramentalismo descrive il sistema concettuale e pratico attraverso il quale in particolare la Chiesa cattolica romana, ma anche il cristianesimo ortodosso comprende la funzione e l'uso dei sacramenti come mezzi mediante i quali la grazia di Dio verrebbe impartita ai fedeli. Esso è strettamente legato alla figura del sacerdote che, in funzione della sua ordinazione avrebbe il potere di rendere efficaci gli stessi sacramenti, come pure al concetto di ex opere operato che attribuisce ai sacramenti un potere loro inerente.

## Uso del termine
Il termine "sacramentalismo" viene usato soprattutto nella teologia protestante in contrapposizione alla propria pratica sacramentale, laddove i sacramenti assumono un valore diverso e il loro ruolo è secondario rispetto alla funzione della predicazione. Esso è studiato in rapporto allo sviluppo storico dell'adorazione del sacramento.
Il concetto ricorre nell'espressione "vuoto sacramentalismo" ed è accostato a quello di ritualismo e alla religiosità popolare considerata nei suoi aspetti superstiziosi e deteriori. Esso è stato pure applicato a pratiche del movimento carismatico.